# Evisa rungsi
Evisa rungsi är en fjärilsart som beskrevs av Charles Boursin 1940. Evisa rungsi ingår i släktet Evisa och familjen nattflyn. Inga underarter finns listade i Catalogue of Life.